# Obscure Sphinx
Obscure Sphinx ist eine polnische Post-Metal-Band.

## Geschichte
Die Band wurde 2008 von den Geschwistern Badacz, Schlagzeuger Mateusz „Werbel“ Badacz und Gitarrist Bartosz „Bartek“ Badacz, gegründet. Die Brüder luden den Bassisten Michał „Blady“ Rejman ein und suchten nach weiteren Musikern um das Bandgefüge zu erweitern. Dazu schalteten Obscure Sphinx einige Online-Anzeigen. Innerhalb eines Jahres stießen nacheinander der zweite Gitarrist Tomasz „Yony“ Jońca und die Sängerin Zofia „Wielebna“ Fraś hinzu. In dieser vorläufig stabilen Besetzung nahm die Gruppe zwei Demo-CDs sowie das erste Anaesthetic Inhalation Ritual benannte Album auf. Noch in der Promotionphase des selbstproduzierten Debütalbums verließ Bartosz Badacz die Gruppe und wurde durch Aleksander „Olo“ Łukomski als Gitarrist ersetzt.
Um eine erhöhte Aufmerksamkeit, auch außerhalb Polens, zu erreichen meldeten sich Obscure Sphinx mit Anaesthetic Inhalation Ritual 2012 beim New Blood Award des Summer Breeze an und setzten sich gegenüber der Konkurrenz, unter anderem Goodbye to Gravity, durch. Als Gewinner des New Blood Award eröffnete Obscure Sphinx den Donnerstag des Festivals. Der Sieg bescherte der Band eine erhöhte Aufmerksamkeit. Das Debütalbum wurde mehrfach mit dem Verweis auf den Sieg besprochen. Hinzukommend häuften sich Anfragen für gemeinsame Tourneen durch bekannte Bands des Genres, wie Dirge und Rosetta. Das Album wurde noch im November 2014 im Magazin Deaf Forever zu den Zehn fast vergessenen Doom-Perlen gerechnet.
Trotz des Erfolges und der damit einhergehenden Aufmerksamkeit, erhielt die Band kein Vertragsangebot, welches den Ansprüchen der Gruppe gerecht wurde, woraufhin Obscure Sphinx auch das zweite Album in absoluter Eigenständigkeit finanzierten. Vor dem Veröffentlichungstermin des Albums erschien ein Musikvideo zu dem Stück Lunar Caustic. Das Album Void Mother wurde wie das vorangegangene Werk von der Kritik überwiegend positiv aufgenommen und erreichte unter anderem den dritten Platz der Jahresbestenliste der Seite MetalStorm.net in der Genrekategorie Post-Metal.
Im Anschluss an die Veröffentlichung begab sich die Band als Vorgruppe der Death-Metal-Gruppe Behemoth auf Tour. Im Herbst des Jahres 2014 beging Obscure Sphinx eine eigenständige Europatournee mit dem Hate-Schlagzeuger Paweł „Pavulon“ Jaroszewicz als Gastschlagzeuger. Weitere Tourneen, unter anderem eine Polen- sowie eine Balkan-Tour, und Festivalauftritte bei der polnischen Castle Party sowie dem tschechischen Brutal Assault folgten. Im September 2016 erschien das dritte Studioalbum Epitaphs erneut im Selbstverlag. Auch Epitaphs wurde von Kritikern gelobt. Zur Promotion des Albums beging die Band eine Polentournee, mit einem eingeschobenen Auftritt auf dem Berliner Festival De Mortem Et Diabolum. Im selben Jahr verließ Badacz die Band und wurde ebenso wie der im Jahr darauf ausgestiegene Jońca vorerst nicht offiziell ersetzt.
Im März 2020 veröffentlichte die Band das Live-Album Thaumaturgy I, welches am 28. April 2018 im Progresja Club in Warschau aufgezeichnet wurde.

## Stil

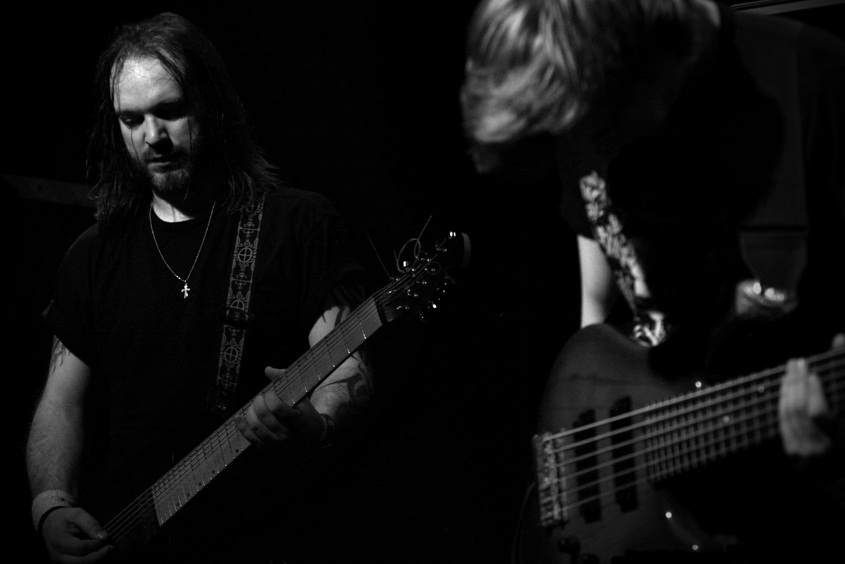
Obscure Sphinx mit 6-saitigem Bass und 8-saitiger Gitarre Live in Gdynia

Die Musik der Band wird überwiegend dem Post-Metal zugerechnet. Obscure Sphinx werden mit populären Interpreten des Stils wie Neurosis, Rosetta, Amenra, Buried Inside und Cult of Luna verglichen. Trotz dieser Zuordnung gilt die Musik als „facettenreich“, dazu wird ihr ein „hohes Maß an Eigenständigkeit“ zugeschrieben. So werden häufig Einflüsse aus Djent, Sludge, Progressive Metal und Post-Rock beschrieben. Auch der Gitarrist Łukomski bezeichnet die Kategorisierung der Band durch Genrebegriffe als unzureichend. 

„Wir benutzen Begriffe wie Post Metal, Sludge, Experimental oder Progressive, aber unsere Musik geht darüber hinaus.“

Die Mutmaßung eines Djent-Einflusses beruht der Einschätzung der Musiker zur Folge auf der Verwendung von acht-saitigen Gitarren und eines sechs-saitigen Basses. Der typische Djent habe jedoch mit der eher emotional als technisch ausgerichteten Herangehensweise von Obscure Sphinx wenig gemein. Insbesondere wird der als einzigartig beschriebenen Stimme von Zofia „Wielebna“ Fraś eine herausstechende Wirkung zugeschrieben. Auf metal.de wird der Gesang als „vielfältig, aber unnachgiebig überzeugend“ bezeichnet. Laut metal.de „singt, jammert, schreit und brüllt“ die Sängerin und offenbart „in jeder Silbe so viele Gefühle […], dass es […] mitunter niederdrückt“. Auch Andreas Schulz hebt den Gesang für das Magazin Deaf Forever hervor und bezeichnet ihn als „einerseits fragil und verletzlich, andererseits gepeinigt schreiend.“

## Diskografie
- 2009: Blinded by the Light (Demo)
- 2009: Part of Unexisting Space (Demo)
- 2011: Anaesthetic Inhalation Ritual (Album, Fuck the Tag)
- 2013: Void Mother (Album, Fuck the Tag)
- 2016: Epitaphs (Album, Fuck the Tag)
- 2020: Thaumaturgy I (Live-Album)